# Synthemis cervula
Synthemis cervula är en trollsländeart som beskrevs av Maurits Anne Lieftinck 1938. Synthemis cervula ingår i släktet Synthemis och familjen skimmertrollsländor. Inga underarter finns listade i Catalogue of Life.